# Каса Мяновського

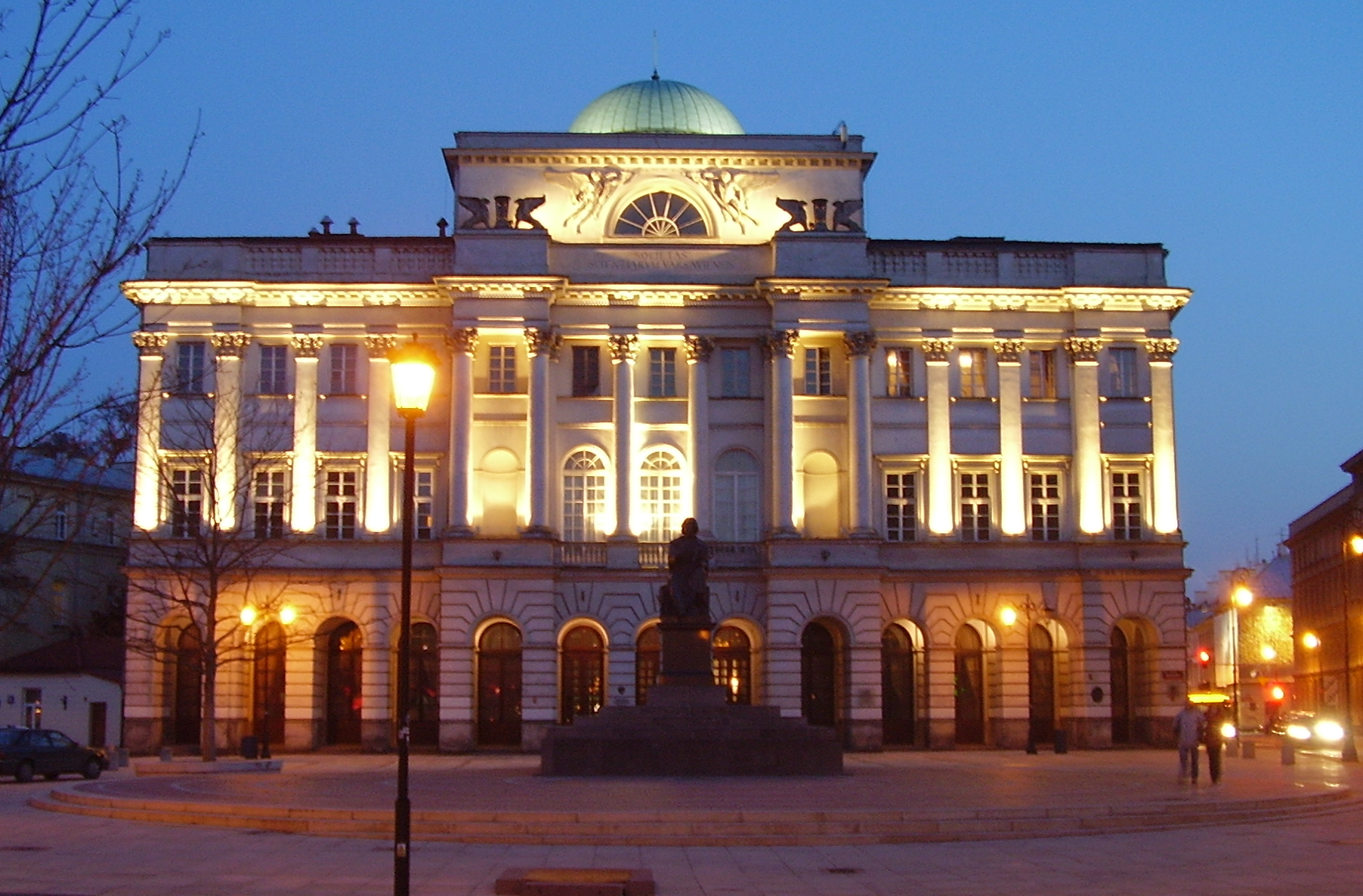
Палац Сташиця у Варшаві, офіс Фундації

Каса Мяновського (пол. Kasa im. Józefa Mianowskiego) — фундація підтримки науки (пол. Fundacja Popierania Nauki). Організація утворена 12 липня 1881 на честь Юзефа Мяновського — ректора Варшавської Головної школи.
Серед сорок п'яти засновників Фонду були, зокрема: Єжи Александрович, Ігнацій Барановський, Евгеніуш Дзівульський, Александер Ґловацький (Болеслав Прус), Владислав Голевінський, Александр Краусгар, Станіслав Леопольд Кроненберг, Якуб Натансон, Юзеф Казимир, Станіслав Пшистаньський, Генрик Сенкевич, Антоні Слюсарський, Кароль Страсбургер, Філіпп Сулімерський та Броніслав Знатович.
6 жовтня 1881 було створено Правління Каси. Ця установа вже в дев'ятнадцятому столітті стала найбільшою польською організації підтримки наукових досліджень і наукових видавництв.
У ХХІ ст. Гранти на підтримку виконання наукових досліджень отримували від Каси Мяновського науковці ряду країн, зокрема, України.